# 乌兰敖都乡
乌兰敖都乡，是中华人民共和国吉林省松原市前郭尔罗斯蒙古族自治县下辖的一个乡镇级行政单位。

## 行政区划
乌兰敖都乡下辖以下地区：
乌兰敖都村、蒙户村、红卫村、浩勒宝村、达日哈都村、后蒙户村、统领窝堡村、杨家围子村和赵泉窝堡村。